# Американски васпитни дом
Американски васпитни дом у Врању је био дом за ратну сирочад у Врању основан 4. октобра 1918. након ослобођења Врања од окупације у Првом светском рату.

## Постанак
После ослобођења Врања у Првом светском рату две социјалне установе у граду одиграле су значајну улогу у збрињавању деце без родитеља, као и оне чији су родитељи били лошег економског стања. Те две установе биле су: Американски васпитни дом за српску ратну сирочад у Врању и кухиња смештена у кући Трајка Стаменковића Торовелца, која је радила кратко време. Американски васпитни дом за српску ратну сирочад у Врању, и поред тога што се звао тако, обухватао је територију целе државе и радио је до краја 1933. године. Кроз тај дом прошао је велики број деце оспособљене за живот и стварање.

## Историјат
У Првом светском рату окупатор је био поражен, а приликом повлачења оставио је много деце без оба родитеља, беду и сиротињу у Врању, срезу Пчињском и целој држави. Месна власт која се тада формирала није имала могућности да сву децу збрине. Три велика добротвора, Американци Џон Фротингам, Хелен Кинг и Вида Метсон (Vida Matheson), враћајући се са фронта, а уз помоћ власти, државе и мештана Врања оснивају у граду васпитни дом за сирочад Србије.
Кључну улогу у оснивању дома имали су угледни Врањанци: Јанча Стајић, Милан Стевановић, Михајло Стевановић и Риста Стајић, који су личним радом и материјалном помоћи допринели да се дом формира. Дом је у прво време био смештен у кући Јанче Стајића, у садашњој улици Симе Погачаревића у Врању. Званично је почео са радом 25. октобра 1918. године када су примљени први питомци.
Почасни председник дома био је Џон Фротингам, председник Риста Стајић, а благајник Милан Стевановић. Овом институцијом хуманог карактера руководиле су Хелен Кинг- Американка и Вида Метсон-Шкотланђанка. Оне су током Великог рата 1916. године стигле у Солун са задатком да негују ратнике при Америчком црвеном крсту. У Врање су дошле крајем 1918. године, где су инспирисане хуманим радом Џона Фротигнама, започеле хуману мисију преузевши све послове око организације дома.
Јуна 1919. године због већег прилива деце дом је премештен у три зграде на имању Ристе Стајића, у садашњој улици Боре Станковића у Врању, на месту где је данас хируршки павиљон. Риста Стајић поклонио је своје имање врањској општини за потребе дома. Убрзо после тога и те три зграде постају тесне. На оснивању домова за ратну сирочад у Србији активно су били ангажовани Џон Фротингам и његова супруга Јелена Лозанић, ћерка Симе Лозанића, првог ректора Београдског универзитета, која је у току Великог рата, у име Црвеног крста Србије, прикупљала хуманитарну помоћ у САД.
У лето 1921. године, Врање је посетио Џон Фротингам и том приликом обишао Дом за ратну сирочад. Имање на коме је био смештен дом откупио је од врањске општине за потребе овог завода и тиме основао своју задужбину. Американски васпитни дом за српску ратну сирочад у Врању био је под покровитељством Њеног величанства, краљице Марије Карађорђевић.
За хумани рад током и након завршетка Великог рата Јелена Лозанић одликована је орденом Белог орла и орденом Светог Саве вишег степена, док је њен супруг Џон Фротингам одликован Карађорђевом звездом са мачевима, орденом Белог орла, Југословенском круном и Крстом милосрђа.
С обзиром да у постојећим објектима није било довољно места за сву децу, крајем 1921. године саграђена је нова двоспратна зграда. На спрату су биле спаваонице за дечаке и девојчице, као и просторије за васпитаче. У приземљу су били смештени трпезарија и дневни боравак. Током 1924. године саграђена је и друга зграда у облику слова „Г“. На спрату су биле спаваће собе за децу и трпезарија за васпитачице. У приземљу је формирана медицинска амбуланта у којој је радио домски лекар, доктор Драгољуб Михајловић. У дому је сваке године било смештено више од педесеторо деце. Тако се у Акту Американског дома из 1928. године наводи да је те године у заводу било чак седамдесеторо деце.
Крајем 1933. у сасвим измењеним економским приликама Врања и земље, и када су ратне ране такорећи биле залечене, престала је потреба за овом врстом дома и он је расформиран, али су трагови његовог рада широм земље остали.
Дом је престао са радом 1934. године, а након две године у некадашње објекте овог завода смештена је Бановска болница.

## Директори и васпитачи дома
На почетку рада домом су управљали: директорке Хелен Кинг и Вида Метсон, председник дома Риста Стајић, благајник Милан Стевановић Чапља, лекар Драгољуб Михајловић и васпитач и администратор Панта Јовановић.
Први васпитачи у дому били су учитељи Урош Трајковић и Агелина Тасић, а у периоду од 1922. до 1924. године рођене сестре из Енглеске Ана и Џин, као и Малои из Аустралије. После њих су дошле Енглескиња Кинг и Гркиња Мери Полемис.
За сталног васпитача је именован Рус Виктор Мужељко који је радио као васпитач у дому од 1922. до 1925. године, када је уместо њега дошао такође Рус Алексеј Дураков. Благе нарави, увек насмејаног и ведрог лица, био је омиљен и поштован у Дому и целој вариши, Стидирао је Филозофски факултет у Београду. По дипломирању 1930. године прелази у врањску Гимназију на место професора историје и филозофије. Дуракова замењује Владимир Шипотовски, који је старијим питомцима више био друг него васпитач и непревазиђени њихов фудбалски тренер. Већ 1932. године Владимира је заменио Рус Николај Попов који је био васпитач све до престанка рада дома.
Веома кратко радила је васпитачица Ледерер из Енглеске.
О томе да су се директорке дома Хелен Кинг и Вида Метсон свестрано ангажовале око школовања својих питомаца сведочи нам документ из 1932. године, када су упутиле молбу Министарству просвете да одобри накнадно полагање пријемног испита питомцима коју су закаснили за упис у врањску Гимназију. Министарство просвете је одобрило накнадно полагање пријемног испита за ове дечаке.
Хелен Кинг и Вида Метсон су од Министарства просвете тражиле и финансијску помоћ за набавку школских уџбеника. У допису Американског васпитног дома који је упућен Министарству просвете 30. септембра 1930. године, те и наредне године дом је добио од Министарства просвете новчану помоћ као и новац за набавку уџбеника.
Хелен Кинг и Вида Метсон су за велики труд и несебично залагање у збрињавању и васпитању српске сирочади 29. јуна 1929. године одликоване су ордењем Белог орла.
Коста Ј. Костић звани Американац, био је тумач за енглески језик јер директорке дома нису владале нашим језиком. За општење с градом и људима Врања оне су се ослањале на помоћ оних Врањанаца у које су имале поверења и које су сматрале својим правим пријатељима.

## Улога и начин рада
Американски васпитни дом за српску ратну сирочад комплетно је и на најбољи начин бринуо о свему: храни, одећи, обући, становању и личном животу штићеника. У овом заводу била су смештена деца која су остала без родитеља током окупације и то не само из Врања и околине, већ и из других крајева земље.
Хелен Кинг и Вида Метсон уложоле су велике напоре не само у организацији дома него су брижљиво водиле рачуна и о успеху у школи и интересовањима питомаца. На основу тога усмеравале су децу на даље школовање или на изучавање заната. У дому је основана Занатска школа у којој се учио столарски, обућарски и кројачки занат, а изучавао се и ручни рад. Након завршене Гимназије питомци су упућивани у оне школе које су имале смештај. Приоритет су имале Учитељска школа, Војна академија, Подофицирска и Пољопривредна школа.

Плодови племенитог рада ове установе нарочито су се осећали у Врању и његовом срезу. Преко стотину питомаца учило је Гимназију, а остали занат јер су показивали веће интересовање. Неки питомци завршили су факултет и наставили изучавање науке, разне студије и друге школе и постали познати људи. Доктор агрономских наука Љубиша Томић био је питомац дома и као такав после Гимназије завршио је факултет, докторирао, постао професор факултета, посветио се научном раду и новим открићима у проучавању дувана, постао познат широм земље, оставивши за собом запажене научне радове.
Одговорни људи, осим о материјаним проблемима, бринули су о васпитању штићеника, њиховом оспособљавању за живот, образовању или занату, а основно школовање било је обавезно за сву децу. Кроз дом је прошло преко шест стотина деце од 1918. до краја 1933. године. Војнички живот и спартанско васпитање, које је повремено изгледало врло тешко, деци су давали челично здравље. За то време у дому се није десио ниједан смртни случај иако су туберкулоза и маларија косиле грађане Врања.
Септембра 1927. године краљ Александар и краљица Марија Карађорђевић, с председником владе Љубомиром Давидовићем посетили су дом, што је представљао велики догађај не само за управитеље дома него и за питомце.
Дом је функционицао по угледу на америчке и енглеске интернате, у којем су се поштовали одређени ред и дисциплина. Радним данима устајање је било у шест часова, а недељом у седам. Божићни и Ускршњи празници прослављани су на свечани начин.
У току летњих распуста питомци дома одлазили су на излете и посете у другим градовима. Питомци дома бавили су се у слободно време разним спортовима. Имали су свој фудбалски клуб Америка. Талентовани питомци били су чланови фудбалског клуба Грађански. Осим фудбала и гимнастика је била заступљена, тако да су у дворишту дома биле постављене гимнастичке справе: вратило и алке.
Племенито дело многих дародаваца из Америке и наше земље никада неће бити заборављено нити уништено за време и после Првог светског рата, као и овај дом за ратну сирочад целе наше земље.